# Leo Meyer
Leo Karl Heinrich Meyer (Bledeln, 3 luglio 1830 – Gottinga, 6 giugno 1910) è stato un filologo tedesco.

## Biografia
Nacque a Bledeln, in un villaggio nel circondario di Hildesheim, vicino ad Hannover. Studiò a Gottinga e a Berlino, dove fu allievo dei fratelli Grimm. Dal 1862 al 1865 fu professore a Gottinga, e nel 1865 divenne professore di filologia comparata a Dorpat (oggi Tartu, Estonia). Uno dei suoi studenti più notevoli vi era Nikolai Anderson. Dal 1869 al 1899 fu il presidente della Learned Estonian Society. Nel 1898 accettò di nuovo la cattedra a Gottinga.

## Pubblicazioni
I suoi contributi nella letteratura filologica sono:
- Vergleichende Grammatik der griechischen und lateinischen Sprache (1861-65)
- Die gothische Sprache (1869)
- Handbuch der griechischen Etymologie (1901)

Altre pubblicazioni sono
- Glauben und Wissen (1876)
- Ueber das Leben nach dem Tode (1882)